# Хана Земер
Хана Земер, з книги про свій візит-повернення до концтабору Равенсбрюк «Бог вже не живе там більше»
Хана Земер (івр. חנה זמר; 2 жовтня 1924 — 6 березня 2003) — ізраїльська журналістка, редакторка та публіцистка. Головна редакторка газети «Давар» з 1970 до 1990, перша жінка на цій посаді у великій ізраїльській щоденній газеті. Ув'язнена в концтаборах Равенсбрюк і Мальхов під час Другої світової війни. 

## Біографія
Хана Габерфельд (івр. חנה הברפלד); пізніше Зомер, тоді Земер) народилася 2 жовтня 1924 року в Братиславі. Її батьком був рабин Шломо Габерфельд (івр. שלמה הברפלד), а її дід, рабин Якоб Габерфельд, був рабином Тура-Лука (тепер частина міста Миява). Сім'я дотримувалася ультраортодоксальних поглядів.
Під час Другої світової війни була ув'язнена в концтаборах Равенсбрюк і Мальхов. Більшість її родини було вбито під час Голокосту.
Хана іммігрувала до Ізраїлю в 1950 році. Одружилася, але шлюб тривав недовго. Змінила своє шлюбне прізвище з «Зомер» на «Земер». Викладала в ортодоксальній шкільній системі «Беїс-Яаков» (івр. בית יעקב; також «Бейт-Яаков») в окрузі Азор, на південний схід від Тель-Авіва.

## Кар'єра
1950 року Хана Земер почала працювати нічною редакторкою німецькомовної ізраїльської газети «Єдіот-га-Йом». 1951 року найнята кореспонденткою щоденної газети «Омер» для нових іммігрантів, яка виходила як додаток до газети «Давар». Пізніше Земер стала дописувати до самої газети «Давар», стала там кореспонденткою з політичних питань.
1961 року Земер стала членкинею редакційної ради газети «Давар». Згодом також стала радіо- і телеведучою. 1966 року вона посіла посаду заступниці головного редактора Єгуди Ґотгальфа (івр. יהודה גוטהלף), а в 1970 році сама стала головною редакторкою видання, що на той час було найвищою посадою, яку займала жінка в ізраїльських ЗМІ. Земер лишалася на цій посаді протягом 20 років. Пішла у відставку в 1990 році.
Хана Земер також писала статті для «Encyclopaedia Judaica», входила до складу ради Міжнародного інституту журналістики.

## Нагороди та визнання
Серед нагород Хани Земер:
- премія імені Теодора Герцля (1970);
- премія імені Нахума Соколова 1972 року (присуджена Тель-Авівським університетом);
- титул «Ізраїльська жінка року» (1975);
- премія імені Макса Нордау (1978);
- премія імені Теда Лурі (1978);
- премія організації «Бней Бріт» імені Вольфа Мацдорфа у галузі журналістики (1993);
- премія жіночої організації «Гадасса» для видатних жінок[3][7][9].

2008 року в Тель-Авіві з'явилася вулиця на її честь.

## Опубліковані роботи
- «Пів чаю, пів кави» (івр. חצי תה, חצי קפה) (1969)
- «Бог вже не живе там більше» (івр. אלוהים כבר לא גר שם יותר) (1995)

## Виноски
1. 1 2  BillionGraves — 2011.
2. ↑  Вікіпедія івритом — 2003.
3. 1 2 3 4 5 6 7 8 9  Danny Rubinstein. Hanna Zemer; 1925–2003. Jewish Women's Archive. Процитовано 2 серпня 2011.
4. ↑  Yoram Peri (2004). Telepopulism: media and politics in Israel. ISBN 9780804750028. Процитовано 2 серпня 2011.
5. ↑  Gershom Gorenberg (2007). The Accidental Empire: Israel and the Birth of the Settlements, 1967–1977. Macmillan. с. 142. ISBN 9780805075649. Процитовано 2 серпня 2011. zemer.
6. ↑  Hanna Zemer, journalist, dies. Jweekly. 14 березня 2003. Процитовано 2 серпня 2011.
7. 1 2 3 4 5 6  Hanna Zemer, renowned journalist, dies at 78. The Jerusalem Post. Архів оригіналу за 7 листопада 2012. Процитовано 2 серпня 2011. [Архівовано 2012-11-07 у Wayback Machine.]
8. ↑  Emmanuel Mann (26 вересня 1990). Women Editors. The Jerusalem Post. Архів оригіналу за 7 листопада 2012. Процитовано 2 серпня 2011. [Архівовано 2012-11-07 у Wayback Machine.]
9. ↑  Noted. The Jerusalem Report. 18 листопада 1993. Архів оригіналу за 7 листопада 2012. Процитовано 2 серпня 2011. [Архівовано 2012-11-07 у Wayback Machine.]